# Supercopa de España (Frauenfußball)
Die Supercopa de España Femenina (deutsch Spanischer Frauensupercup) ist ein Frauenfußballwettbewerb für Vereinsmannschaften der von 1997 bis 2000 sowie seit 2020 jährlich vom spanischen Fußballverband veranstaltet wird. Ursprünglich trafen, wie bei Supercupwettbewerben üblich, der Meister und der Pokalsieger in Hin- und Rückspiel aufeinander. Wenn ein Team das Double gewonnen hatte, dann qualifizierte sich der Pokalfinalist für die Supercopa. Im Jahr 2020 wurde die Supercopa nach 19 Jahren Pause wieder eingeführt. Seither treffen die zwei Finalisten des spanischen Pokals und die zwei besten Mannschaften der vergangenen Meisterschaft in einem Final-Four-Turnier an einem festgelegten Ort aufeinander. Treffen mehrere Kriterien auf ein Team zu, so rückt die nächstbeste Mannschaft der Liga nach.

## Die Spiele im Überblick
| Jahr | Spanischer Meister      | Ergebnis | Spanischer Pokalsieger | Hinspiel | Rückspiel |
| ---- | ----------------------- | -------- | ---------------------- | -------- | --------- |
| 1997 | San Vicente CFF         | 6:4      | Espanyol Barcelona     | 5:2      | 1:2       |
| 1998 | Atlético Málaga 1       | 4:4      | SD Lagunak 2           | 3:4      | 1:0       |
| 1999 | CD Oroquieta Villaverde | 0:8      | Eibartarrak FT 2       | 0:3      | 0:5       |
| 2000 | CFF Puebla              | 2:7      | UD Levante             | 1:5      | 1:2       |

| Jahr | Datum           | Ort                 | Sieger          | Ergebnis | Finalist        | Halbfinalisten                    | Schiedsrichterin    |
| ---- | --------------- | ------------------- | --------------- | -------- | --------------- | --------------------------------- | ------------------- |
| 2020 | 9. Februar 2020 | Salamanca           | FC Barcelona    | 10:1     | Real Sociedad   | UD Levante und Atlético Madrid    | Marta Huerta de Aza |
| 2021 | 16. Januar 2021 | Almería             | Atlético Madrid | 03:0     | UD Levante      | EdF Logroño und FC Barcelona      | Marta Frías Acedo   |
| 2022 | 23. Januar 2022 | Las Rozas de Madrid | FC Barcelona    | 07:0     | Atlético Madrid | Real Madrid und UD Levante        | Marta Huerta de Aza |
| 2023 | 22. Januar 2023 | Mérida              | FC Barcelona    | 03:0     | Real Sociedad   | Sporting Huelva und Real Madrid   | Marta Frías Acedo   |
| 2024 | 20. Januar 2024 | Leganés             | FC Barcelona    | 07:0     | UD Levante      | Atlético Madrid und Real Madrid   | Olatz Rivera Olmedo |
| 2025 | 26. Januar 2025 | Leganés             | FC Barcelona    | 05:0     | Real Madrid     | Atlético Madrid und Real Sociedad | Olatz Rivera Olmedo |

## Statistik
| Rang | Klub                    | Titel | Jahre                        | Finalist | Halbfinalist |
| ---- | ----------------------- | ----- | ---------------------------- | -------- | ------------ |
| 1    | FC Barcelona            | 5     | 2020, 2022, 2023, 2024, 2025 | 0        | 1            |
| 2    | UD Levante              | 1     | 2000                         | 2        | 2            |
| 3    | Atlético Madrid         | 1     | 2021                         | 1        | 3            |
| 4    | San Vicente CFF 1       | 1     | 1997                         | 0        | 0            |
| 4    | Atlético Málaga 2       | 1     | 1998                         | 0        | 0            |
| 4    | Eibartarrak FT 3        | 1     | 1999                         | 0        | 0            |
| 7    | Real Sociedad           | 0     |                              | 2        | 1            |
| 8    | Real Madrid             | 0     |                              | 1        | 3            |
| 9    | Espanyol Barcelona      | 0     |                              | 1        | 0            |
| 9    | SD Lagunak              | 0     |                              | 1        | 0            |
| 9    | CD Oroquieta Villaverde | 0     |                              | 1        | 0            |
| 9    | CFF Puebla 4            | 0     |                              | 1        | 0            |
| 13   | EdF Logroño             | 0     |                              | 0        | 1            |
| 13   | Sporting Huelva         | 0     |                              | 0        | 1            |